# Santolina tincloria
Santolina tincloria là một loài thực vật có hoa trong họ Cúc. Loài này được Molina, miêu tả khoa học đầu tiên.